# أنوييا (ريثيمني)
أنوييا (Ανώγεια) هي مدينة في ريثيمني في اليونان.
يبلغ عدد سكانها حوالي 2314 نسمة.